# Municipio de Huntington (condado de Luzerne)
El municipio de Huntington  (en inglés: Huntington Township) es un municipio ubicado en el condado de Luzerne en el estado estadounidense de Pensilvania. En el año 2000 tenía una población de 2.104 habitantes y una densidad poblacional de 28.6 personas por km².

## Geografía
El municipio de Huntington se encuentra ubicado en las coordenadas 41°12′00″N 76°15′59″O / 41.20000, -76.26639.

## Demografía
Según la Oficina del Censo en 2000 los ingresos medios por hogar en la localidad eran de $38,173 y los ingresos medios por familia eran $41,940. Los hombres tenían unos ingresos medios de $32,097 frente a los $20,750 para las mujeres. La renta per cápita para la localidad era de $17,46. Alrededor del 9,1% de la población estaban por debajo del umbral de pobreza.